# Кочетовское сельское поселение (Мордовия)
Кочетовское се́льское поселе́ние — муниципальное образование в Инсарском районе Мордовии Российской Федерации.
Административный центр — село Кочетовка.

## История
Статус и границы сельского поселения установлены Законом Республики Мордовия от 28 декабря 2004 года № 119-З «Об установлении границ муниципальных образований Инсарского муниципального района, Инсарского муниципального района и наделении их статусом сельского поселения, городского поселения и муниципального района».
Законом от 19 мая 2020 года, в Кочетовское сельское поселение (сельсовет) были включены все населённые пункты четырёх упразднённых сельских поселений (сельсоветов): Верхнелухменского, Казеевского, Лухменско-Майданского и Мордовско-Паевского.

## Население
| 2002 | 2010 | 2012 | 2013 | 2014  | 2015 | 2016 |
| ---- | ---- | ---- | ---- | ----- | ---- | ---- |
| 778  | ↘613 | ↘592 | ↘574 | ↘540  | ↘536 | ↘527 |
| 2017 | 2018 | 2019 | 2020 | 2021  |      |      |
| ↘510 | ↘482 | ↘459 | ↘437 | ↗1427 |      |      |

## Состав сельского поселения
| № | Населённый пункт     | Тип населённого пункта | Население |
| - | -------------------- | ---------------------- | --------- |
| 1 | Арбузовка            | село                   | ↘121      |
| 2 | Кочетовка            | село                   | ↘488      |
| 3 | Русское Яндовище     | деревня                | ↘4        |
| 4 | Верхняя Лухма        | село                   | ↘294      |
| 5 | Кириклеевский Майдан | село                   | ↘29       |
| 6 | Казеевка             | село                   | ↘227      |
| 7 | Лухменский Майдан    | село                   | ↘211      |
| 8 | Красная Поляна       | деревня                | ↘1        |
| 9 | Мордовская Паёвка    | село                   | ↘455      |